# Elaidinska kiselina
Elaidinska kiselina je jedna od najzastupljenijih trans-masti prisutnih u hidrogenisanim biljnim uljima. Ona je javlja u manjim količinama u kozjem i goveđem mleku (oko 0,1% masnih kiselina) i u nekim vrstama mesa. Ona je transizomer oleinske kiseline. Naziv reakcija elaidinizacije potiče od elaidinske kiseline.
Elaidinska kiselina povećava aktivnost proteina holesterilesternog transfera activity, koji povišava nivo VLDL i snižava nivo HDL holesterola.